# Michel Nykjær
Michel Nykjær (født 17. september 1979) er en dansk racerkører. Nykjær har to gange vundet den Europæisk Touring Car Cup.
I 2003 fik han debut i Danish Touringcar Championship (DTC) hos SEAT Racing Team i en SEAT León. I 2007 tog Nykjær sin første sæsonsejr i DTC og igen i 2009, hvor Nykjær kørte hos Chevrolet Motorsport Danmark i en Chevrolet Lacetti.
Nykjær startede i WTCC i 2009 hos Perfection Racing på Oschersleben. Nykjær kørte kun to løb i 2009 men fik en fuld sæson i 2010 hos SUNRED Engineering. Han kørte en 11. plads og var kun en halv omgang fra at vinde sit første løb på Monza.
De gode resultat gjorde at Nykjær kunne beholde sin plads hos SUNRED Engineering i 2011 sæsonen.
I 2012 stopper Nykjær i WTCC, da han og Pole position stopper deres samarbejde. Nykjær forsætter i STCC hos Chevrolet Motorsport Sweden.

## WTCC resultat
(key) (Races in bold indicate pole position) (Races in italics indicate fastest lap)
| År   | Team               | Bil type          | 1        | 2         | 3        | 4       | 5        | 6         | 7        | 8         | 9        | 10        | 11       | 12       | 13      | 14        | 15      | 16       | 17       | 18       | 19      | 20      | 21        | 22       | 23      | 24      | DC   | Points |
| ---- | ------------------ | ----------------- | -------- | --------- | -------- | ------- | -------- | --------- | -------- | --------- | -------- | --------- | -------- | -------- | ------- | --------- | ------- | -------- | -------- | -------- | ------- | ------- | --------- | -------- | ------- | ------- | ---- | ------ |
| 2009 | Perfection Racing  | Chevrolet Lacetti | BRA 1    | BRA 2     | MEX 1    | MEX 2   | MAR 1    | MAR 2     | FRA 1    | FRA 2     | ESP 1    | ESP 2     | CZE 1    | CZE 2    | POR 1   | POR 2     | GBR 1   | GBR 2    | GER 1 NC | GER 2 18 | ITA 1   | ITA 2   | JPN 1     | JPN 2    | MAC 1   | MAC 2   | 36th | 0      |
| 2010 | SUNRED Engineering | SEAT León TDI     | BRA 1 12 | BRA 2 8   | MAR 1 11 | MAR 2 7 | ITA 1 8  | ITA 2 19  | BEL 1 18 | BEL 2 Ret | POR 1 17 | POR 2 Ret | GBR 1 15 | GBR 2 9  | CZE 1 7 | CZE 2 Ret | GER 1 7 | GER 2 4  | ESP 1 9  | ESP 2 7  | JPN 1 6 | JPN 2 6 | MAC 1 Ret | MAC 2 11 |         |         | 12th | 66     |
| 2011 | Sunred Engineering | SEAT León 2.0 TDI | BRA 1 8  | BRA 2 Ret | BEL 1 8  | BEL 2 5 | ITA 1 12 | ITA 2 Ret | HUN 1 13 | HUN 2 Ret | CZE 1 10 | CZE 2 5   | POR 1 9  | POR 2 12 | GBR 1 7 | GBR 2 Ret | GER 1 7 | GER 2 17 | ESP 1 11 | ESP 2 15 | JPN 1 3 | JPN 2 6 | CHN 1 14  | CHN 2 14 | MAC 1 5 | MAC 2 5 | 10th | 86     |

1. * Som sæsonen forsætter